# قائمة المجرات المسماة

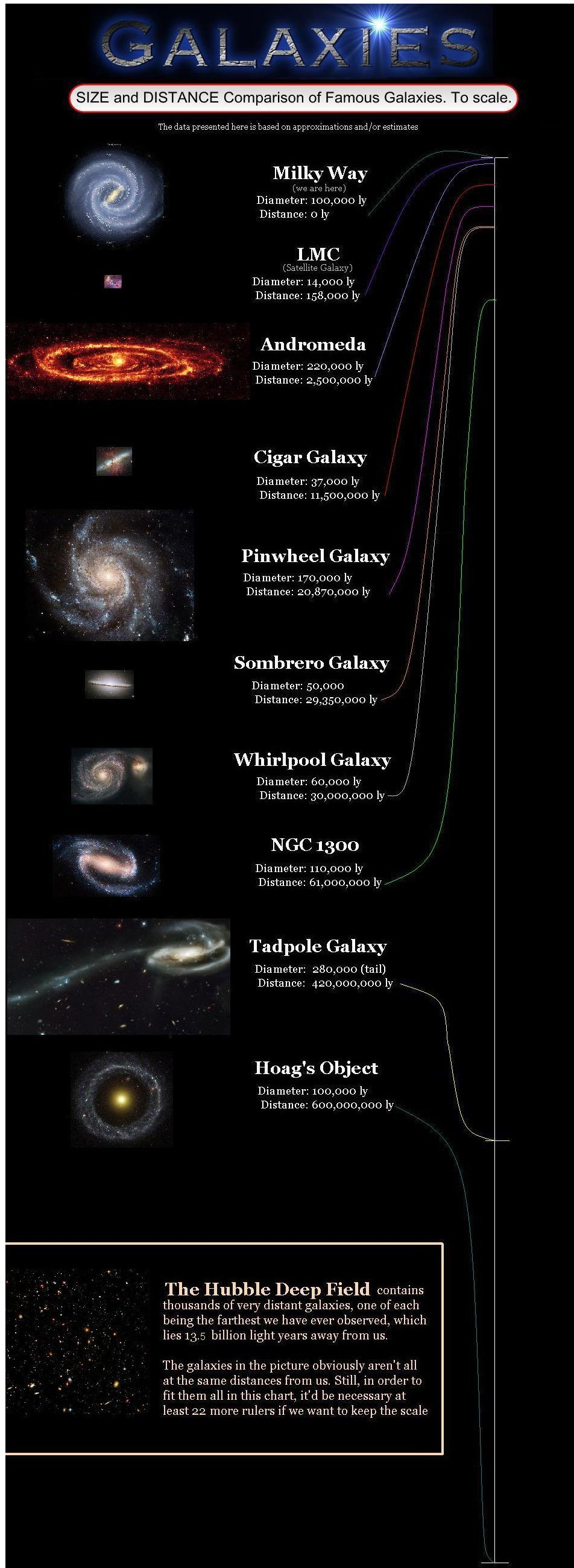
الحجم على اليسار البعد والأسماء على اليمين لبعض من أشهر المجرات للمقارنة.

يقدر عدد المجرات في الكون المنظور بحوالي 100-200 مليار مجرة، وهناك ما يقارب 50 مجرة في المجموعة المحلية و أكثر من 100.000 عنقود مجري محلي .لا يوجد مصطلح عالمي لتسمية المجرات، فلقد تم تصنيفها وتسميتها في الغالب قبل حتى تميزها ما إذا كان الجرم مجرة أو لا .

## مجرات مسماة
بالإضافة لمجرة درب التبانة هذه هي قائمة للمجرات المعروفة بأسماها المميزة والمشهورة بخلاف انها مدرجة في كتالوج أو قائمة، أو مجموعة من الإحداثيات، أو تسمية منهجية . و في الغالب المجرات التي تحمل اسم يكون الاسم اما لشكلها المميز أو تحمل اسم مكتشف المجرة.
| صورة | المجرة                 | الكوكبة                 | أصل التسمية                                                                    | ملاحظات                                                              |
| ---- | ---------------------- | ----------------------- | ------------------------------------------------------------------------------ | -------------------------------------------------------------------- |
|      | المرأة المسلسلة (مجرة) | المرأة المسلسلة (كوكبة) | الأسم من كوكبة المرأة المسلسلة التي توجد بها المجرة.                           | أقرب مجرة كبيرة لمجرتنا درب التبانة                                  |
|      | مجرة العين السوداء     | الهلبة (كوكبة)          | .                                                                              |                                                                      |
|      | مجرة بودي              | الدب الأكبر (كوكبة)     | سميت بأسم المكتشف جون البرت بودي في 1774.                                      |                                                                      |
|      | مجرة عجلة العربة       | معمل النحات (كوكبة)     | مظهرها يشبة العجلة .                                                           |                                                                      |
|      | السيجارة               | الدب الأكبر (كوكبة)     | مظهرها يشبة السيجارة                                                           |                                                                      |
|      | مجرة المذنب            | معمل النحات (كوكبة)     | مظهرها يشبة المذنب                                                             | سبب ذلك المد والجزر الذي سببة التجمع المجري الجرس 2667.              |
|      | مجرة الانزياح الأحمر 7 | السدس (كوكبة)           | سميت المجرة اعتمادا على قياسات الانزياح الاحمر العالي لهذة المجرة التي قاربت 7 | من أكثر المجرات بعدا ولمعانا.                                        |
|      | مجرة هوغ               | الحية                   | سميت نسبة لمكتشف المجرة ارت هوغ .                                              | مجرة حلقية من النوع هوع                                              |
|      | سحابة ماجلان الكبرى    | الجبل/ابو سيف           | نسبة للرحالة فرناندو ماجلان                                                    | الرابعة من حيث الحجم في المجموعة المحلية.                            |
|      | سحابة ماجلان الصغرى    | الطوقان (كوكبة)         | نسبة للرحالة فرناندو ماجلان                                                    |                                                                      |
|      | مجرة مايل              | الدب الأكبر             | نسبة لمكتشف المجرة نيكولس مايل, من مرصد ليك .                                  | تسمي ايضا بي VV 32 و Arp 148, . و يرجح انها مجرتين وليس مجرة واحدة . |
|      | مجرة دولاب الهواء      | الدب الأكبر             | سميت نسبة لشكلها الذي يشبة دولاب الهواء                                        |                                                                      |
|      | سومبريرو               | العذراء                 | لشكلها الذي يشبه القبعة سومبريرو.                                              |                                                                      |
|      | مجرة زهرة الشمس        | السلوقيان (كوكبة)       | لمظهرها الذي يشبه الزهرة                                                       |                                                                      |
|      | مجرة الشرغوف           | التنين                  | أخذت الاسم من شكلها الذي يشبة الشرغوف                                          | نتج هذا الشكل بسبب المد والجزر                                       |
|      | مجرة الدوامة           | السلوقيان (كوكبة)       | تشبة الدوامة.                                                                  |                                                                      |